# Beagle Peak
Beagle Peak är en bergstopp i Antarktis. Den ligger i Västantarktis. Argentina, Chile och Storbritannien gör anspråk på området. Toppen på Beagle Peak är 700 meter över havet.
Terrängen runt Beagle Peak är varierad. Havet är nära Beagle Peak åt nordväst. Trakten är obefolkad. Det finns inga samhällen i närheten. 